# Samuel Trives
Samuel Trives Trejo, más conocido como Samuel Trives, (Madrid, 8 de noviembre de 1972) es un exjugador de balonmano español que jugó de extremo derecho. Su último equipo fue el Club Balonmano Alcobendas, retirándose en 2010. Ahora entrena al Valinox Novás de División de Honor Plata.
Entre 1996 y 2005 jugó en el Club Balonmano Ciudad Real, equipo con el que logró sus mayores éxitos, tanto nacionales como internacionales.
Con el club manchego conquistó dos recopas de Europa, y jugó la final de la Champions League en 2005.

## Clubes
- Club Juventud Alcalá
- Teka Cantabria ( -1996)
- Club Balonmano Ciudad Real (1996-2005)
- Club Balonmano Alcobendas (2005-2010)

## Palmarés

### Ciudad Real
- Recopa de Europa de Balonmano (2): 2002, 2003
- Liga Asobal (1): 2004
- Copa Asobal (2): 2004, 2005
- Copa del Rey de Balonmano (1): 2003